# ジェネラル・エドワード・ローレンス・ローガン国際空港
ジェネラル・エドワード・ローレンス・ローガン国際空港（ジェネラル・エドワード・ローレンス・ローガンこくさういくうこう、英: General Edward Lawrence Logan International Airport）は、アメリカ合衆国のマサチューセッツ州ボストンにある国際空港。IATA空港コードはBOS。

## 歴史
元々はボストン空港と呼ばれていたローガン空港は1923年9月8日に開港し、主にマサチューセッツ州空軍と The Army Air Corp が使用していた。最初の定期商業旅客便は1927年にボストンとニューヨーク市との間でコロニアル航空運送 (Colonial Air Transport) によって始められた。
国内主要都市やカナダのほか、南アメリカやヨーロッパ、アジアとの国際線が多く就航している。
名称はボストン出身の軍人、エドワード・ローレンス・ローガン陸軍少将にちなんだものである。
2005年には、離陸しようとしていたUSエアウェイズ機とエアリンガス機が滑走路上で危うく衝突仕掛けるニアミス事故が発生。事故後、タワー管制の規定改正が行われた。

## ターミナル

ターミナル レイアウト

ローガン国際空港には4つのターミナル（A,B,C,E）があり、無料シャトルバスで連絡している。Eは国際線用で税関と入管がある（ただし、カナダのモントリオール、オタワ、トロント及びバンクーバー、それ以外の国や地域では、アルバ、バミューダ、カンクン、ナッソー及びSan Juanなど、米国税関に事前に保証される場所から来る人を除く）。

## 主な就航路線
| 航空会社                             | 就航地 |
| ------------------------------------ | --- |
| デルタ航空                           | アトランタ、デトロイト、ミネアポリス＝セントポール、シンシナティ、フォートローダーデール、フォートマイヤーズ、ラスベガス、ロサンゼルス/LAX、オーランド、ソルトレークシティ、サラソタ、タンパ、セントピーターズバーグ/クリアウォーター、 ワシントン/ナショナル、ウエストパームビーチ - 国際線 ナッソー、バミューダ、カンクン、アムステルダム |
| デルタ・コネクション                 | コロンバス(OH)、ボルチモア、バンガー、バーリントン、チャールストン (SC)、シンシナティ、フレデリクトン、グリーンズボロ、ハリファックス、ジャクソンビル (FL)、マートルビーチ、ナッシュビル、ニューヨーク/JFK、ニューヨーク/LGA、ノーフォーク、ポートランド(ME)、ローリー/ダーラム、サバナ、サンディエゴ、ワシントン/ナショナル、ケベックシティ |
| アメリカン航空                       | シカゴ/ORD、ダラス/フォートワース、フォートローダーデール、ロサンゼルス/LAX、マイアミ、ニューオーリンズ、オーランド、サンフランシスコ、サンファン(PR)、サントドミンゴ、セントルイス、セントトーマス（季節）、ウエストパームビーチ - 国際線 ロンドン/LHR、マンチェスター（イギリス）、パリ/CDG、プロビデンシアレス、サントドミンゴ |
| アメリカン・イーグル                 | ボルチモア、バンガー、コロンバス(OH)、ハリファックス、ニューヨーク/JFK、ニューヨーク/LGA、ニューアーク、ローリー/ダーラム、リッチモンド、セントルイス、トロント/YYZ、 ワシントン/ナショナル、シャーロット、フォートローダーデール、モンテゴベイ、ナッソー、フィラデルフィア、ピッツバーグ、ラスベガス、フェニックス、バッファロー、インディアナポリス、ロチェスター (NY)、オールバニー、オーガスタ (ME)、バーハーバー、アイズリップ、ナンタケット、プレスクアイル、ロックランド、シラキュース、ホワイトプレインズ、ハリスバーグ、シラキュース、リッチモンド、 - 国際線 アルバ、バミューダ、カンクン、プンタカナ、サンファン(PR) |
| ユナイテッド航空                     | シカゴ/ORD、デンバー、ロサンゼルス/LAX、サンフランシスコ、ワシントン/ダレス、クリーブランド、ヒューストン、ニューアーク |
| ユナイテッド・エクスプレス           | ワシントン/ダレス |
| ジェットブルー航空                   | デンバー、フォートローダーデール、フォートマイヤーズ、ラスベガス、ロサンゼルス/サンタアナ、オークランド、オーランド、サンノゼ(CA)、タンパ、アトランタ、オースティン、ボルチモア、バッファロー、チャールストン、シャーロット、シカゴ/ORD、クリーブランド、ダラス/フォートワース、デトロイト、ヒューストン、ジャクソンビル、カンザスシティ、ロサンゼルス/LAX、マイアミ、ミルウォーキー、ミネアポリス＝セントポール、ナッシュビル、ニューアーク、ニューオーリンズ、ニューヨーク/JFK、ニューヨーク/LGA、フィラデルフィア、フェニックス、ピッツバーグ、ローリー/ダーラム、リッチモンド、ロチェスター、ソルトレークシティ、サンアントニオ、サンディエゴ、サンフランシスコ、サバナ、シアトル、シラキュース、ワシントン/ナショナル、ウエストパームビーチ - 国際線 カンクン、サンファン(PR)、プンタカナ、バルバトス、アルバ |
| ケープエアー                         | ハイアニス、マーサズヴィンヤード、ナンタケット島、プロビンスタウン |
| フロンティア航空                     | デンバー、フィラデルフィア、マイアミ、オーランド、タンパ、カンクン、サンファン(PR) |
| アラスカ航空                         | シアトル、ポートランド(OR)、サンフランシスコ、ロサンゼルス/LAX、サンディエゴ |
| ハワイアン航空                       | ホノルル(2025年11月19日をもって運休予定) |
| エア・カナダ                         | バンクーバー、トロント/YYZ |
| エアカナダ・エクスプレス             | トロント/YYZ、ハリファックス、モントリオール、オタワ |
| ウエストジェット航空                 | トロント/YYZ |
| ポーター航空                         | トロント/YTZ |
| アエロメヒコ航空                     | メキシコシティ |
| コパ航空                             | パナマシティ |
| エア・ジャマイカ                     | モンテゴベイ |
| アビアンカ・エルサルバドル           | サンサルバドル |
| LATAM ブラジル                       | サンパウロ |
| ブリティッシュ・エアウェイズ         | ロンドン/LHR |
| ヴァージン・アトランティック航空     | ロンドン/LHR |
| エアリンガス                         | ダブリン、シャノン |
| エールフランス                       | パリ/CDG |
| KLM                                  | アムステルダム |
| ルフトハンザドイツ航空               | フランクフルト、ミュンヘン |
| スイスインターナショナルエアラインズ | チューリッヒ |
| アイスランド航空                     | レイキャビク |
| ITAエアウェイズ                      | ミラノ、ローマ |
| イベリア航空                         | マドリッド |
| レベル航空                           | バルセロナ |
| TAPポルトガル                        | リスボン |
| アゾレス航空                         | リスボン |
| ノルウェー・エアシャトル             | パリ/CDG |
| 海南航空                             | 北京/首都 |
| 日本航空                             | 東京/成田 |
| 大韓航空                             | ソウル |
| キャセイパシフィック航空             | 香港 |
| エミレーツ航空                       | ドバイ |
| ターキッシュ エアラインズ            | イスタンブール |

## 空港アクセス

### シルバーライン
マサチューセッツ湾交通局（MBTA）のシルバーラインSL1系統が各ターミナルとボストン南駅を結んでいる。使用されているのは内燃・電気駆動の連接型バスである。市内行きの運賃は無料で、地下鉄レッドライン、コミューター各線の沿線にはこちらが便利である。さらに、レッドラインを介して、グリーンライン、ブルーライン、オレンジラインの地下鉄各路線にも無料で乗り換えることができる。
市内からの料金は有料で、地下鉄からの乗り換えの場合は地下鉄料金に含まれる。チャーリーカード（ICカード）を用いた方が、一回$2.40と安くなるので、空港に着いた時に案内所（ground transportationと表示）でもらっておくとよい。バス乗り場や駅ではもらえないことがある。カードは無料である。現金払いは$2.90となる。

### ブルーライン
ブルーラインのAirport Stationと各ターミナル間にシャトルバスが出ている。ターミナルにより22、33、55系統を利用する。この場合、バス自体は無料であるが、地下鉄に乗る時は有料である。この場合も、チャーリーカードをもらっておき、駅でチャージするとよい。